# Museo Virginia Choquintel
El Museo Virginia Choquintel es un museo ubicado en Río Grande, provincia de Tierra del Fuego, Antártida e Islas del Atlántico Sur. Pertenece al municipio de la ciudad. Lleva el nombre de Virginia Choquintel, llamada "la última selknam pura", (fallecida en 1999) y fue inaugurado en 1992.
Contiene información sobre la historia de la ciudad, las industrias, la economía, las comunicaciones, elementos y documentos de la historia contemporánea, como así también sectores dedicados a la cultura local y a la fauna y la flora. También posee una sala de arte, un microcine que exhibe documentales históricos y una biblioteca rica en bibliografía de Tierra del Fuego. Asimismo, se realizan investigaciones científicas en el campo de las ciencias sociales y de las ciencias naturales.

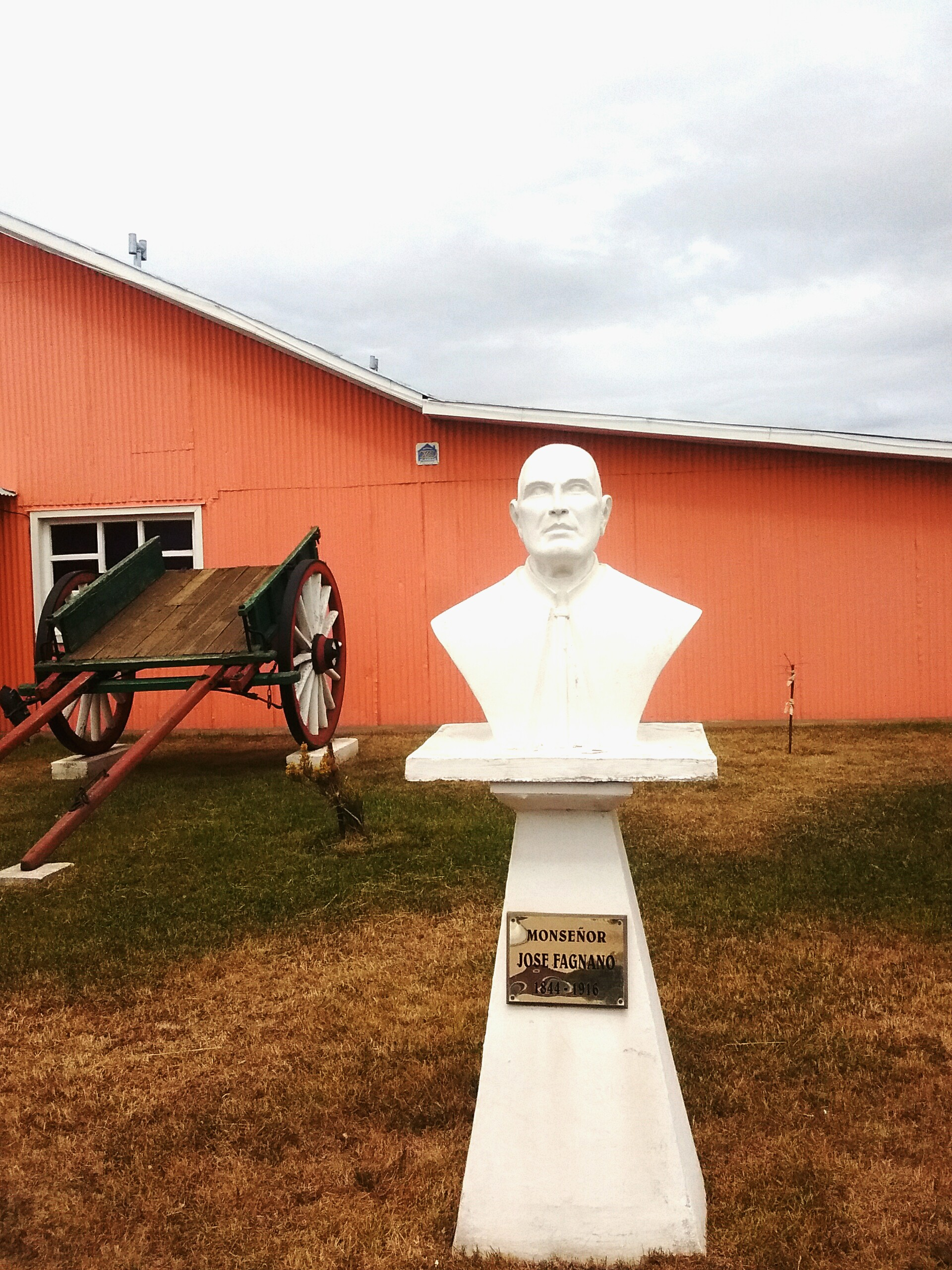
Monumento a Fagnano en el museo Virginia Choquintel.
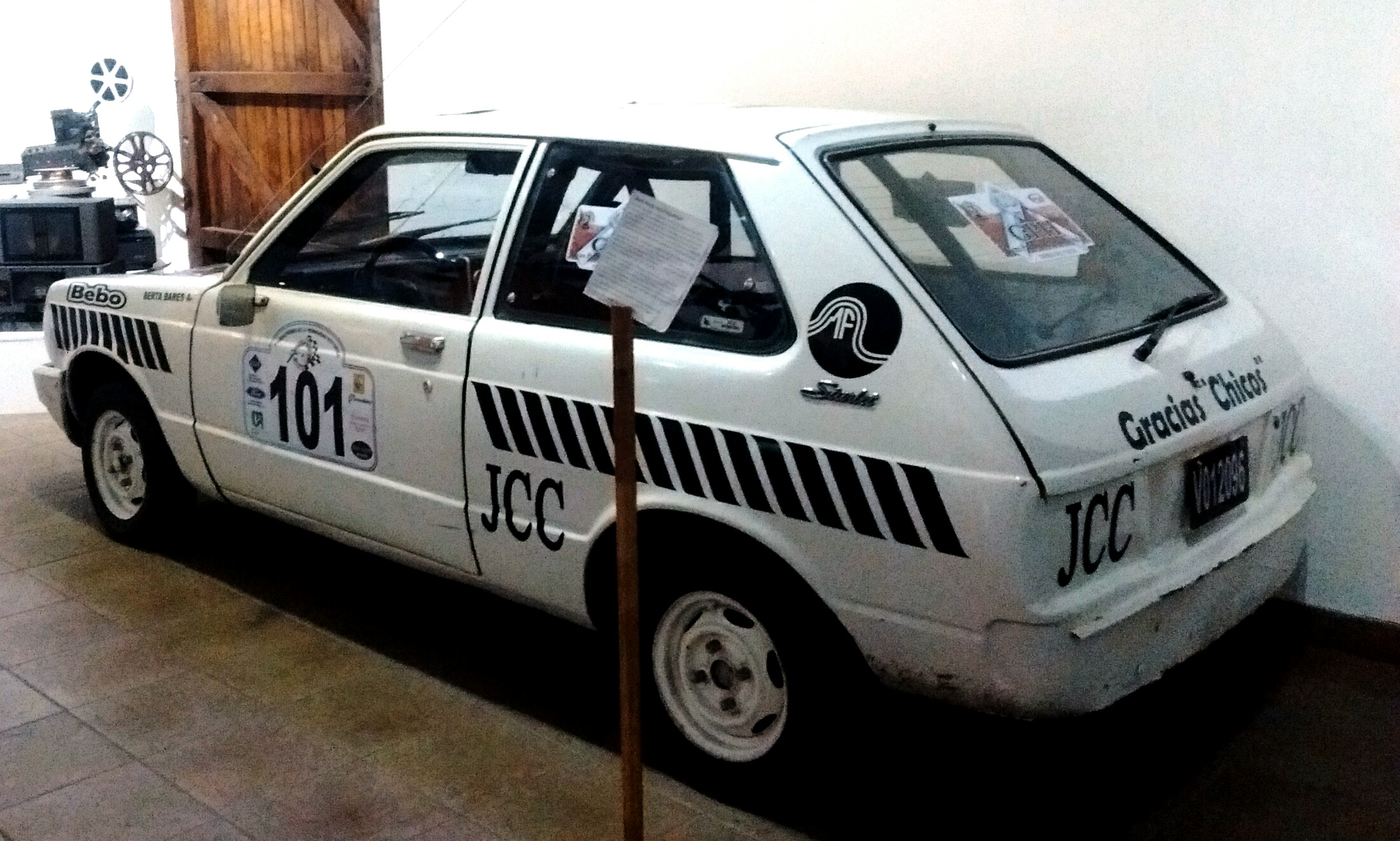
Toyota Starter participante del gran premio de la hermandad en exhibición.
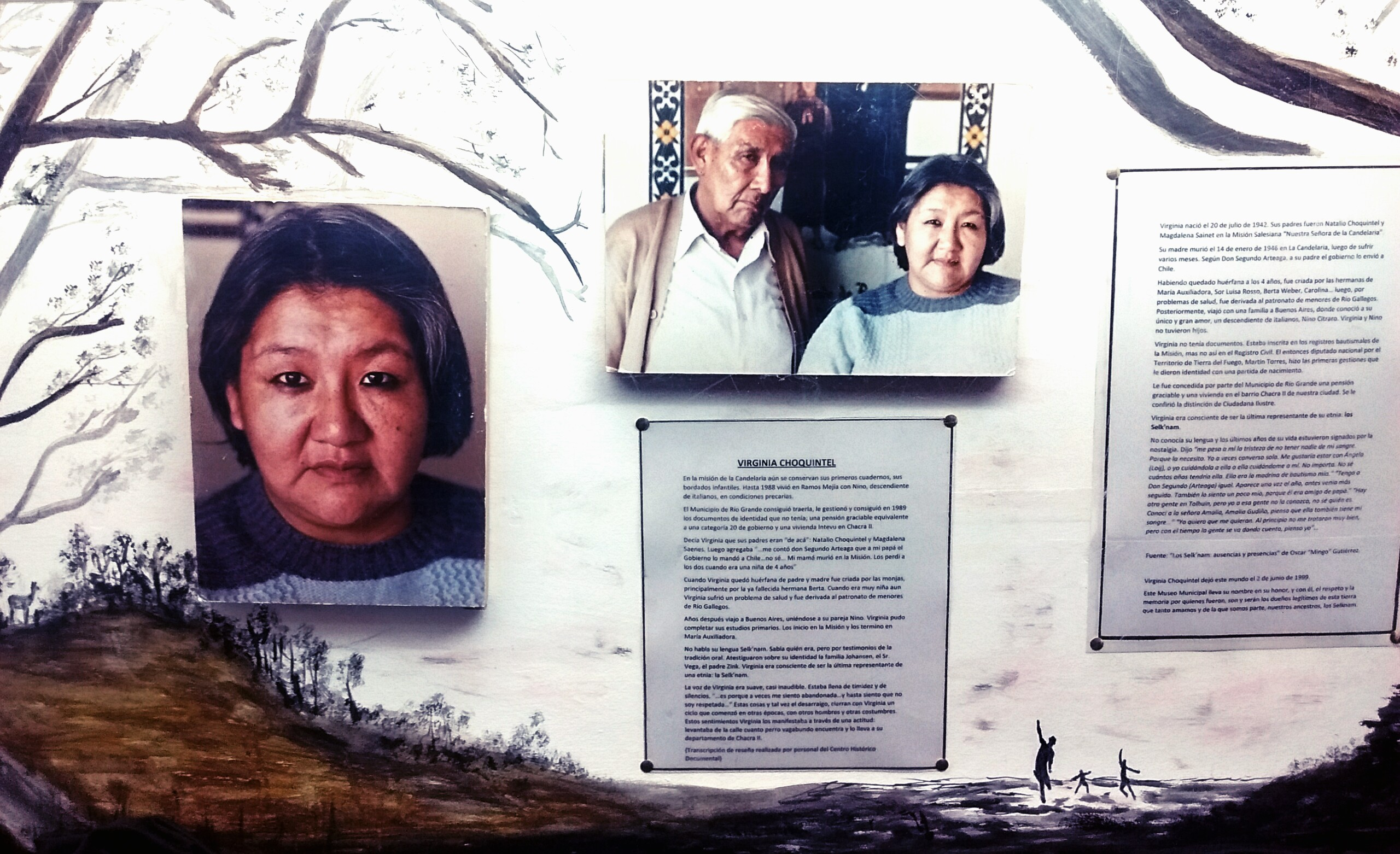
Virginia Choquintel la última selknam pura fallecida en 1999.